# Pierre Loisel
Pierre Loisel, född 6 mars 1998, är en fransk fäktare som tävlar i florett.

## Karriär
Vid EM 2022 i Antalya tog Loisel silver tillsammans med Maximilien Chastanet, Alexandre Ediri och Alexandre Sido i lagtävlingen i florett efter en finalförlust mot Italien. Vid VM 2022 i Kairo tog han brons tillsammans med Maximilien Chastanet, Enzo Lefort och Alexandre Sido i lagtävlingen i florett efter att ha besegrat Japan i bronsmatchen. Vid sommaruniversiaden 2021 i Chengdu, som arrangerades 2023, tog Loisel silver i florett efter en finalförlust mot hongkongske Cheung Ka Long. Han tog även silver tillsammans med Tyvan Bibard, Maximilien Chastanet och Alexandre Sido i lagtävlingen i florett efter en finalförlust mot Hongkong.
Vid EM 2025 i Genua tog Loisel silver tillsammans med Anas Anane, Maxime Pauty och Rafael Savin i lagtävlingen i florett efter en finalförlust mot Italien.